# William Lebghil
William Lebghil, född 9 juli 1990, är en fransk skådespelare.
Lebghil har bland annat medverkat i filmerna La vie de ma mère och Ett riktigt jobb.

## Filmografi (i urval)
- 2023 – La vie de ma mère
- 2023 – Ett riktigt jobb